# Munshiganj (district)
Pour les articles homonymes, voir Munshiganj.
Munshiganj est un district du Bangladesh. Il est situé dans la division de Dhaka. La ville principale est Munsiganj.

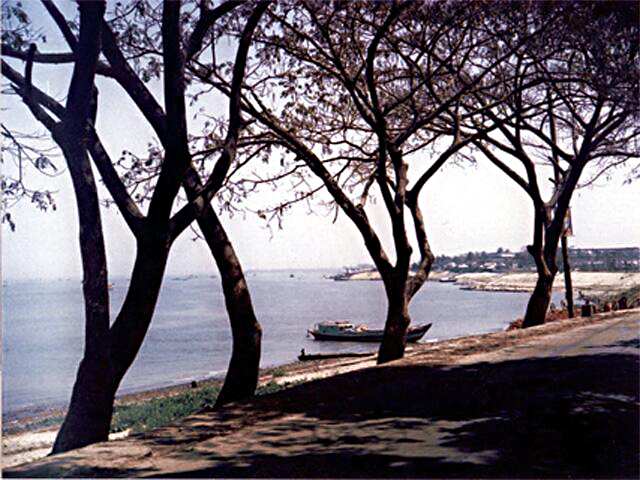
Munshiganj Sadar Upazila, rivière Dhaleshwari, au Bangladesh